# Adolf Windorfer
Adolf Windorfer (* 7. Februar 1909 in Falkenstein (Oberpfalz); † 21. April 1996 in Erlangen) war ein deutscher Kinderarzt. Er leitete die Universitätskinderklinik Erlangen und war Präsident der Gesellschaft für Kinderheilkunde.

## Leben
Windorfer wurde 1909 als Sohn eines Apothekers und seiner Frau in der Oberpfalz geboren. Nach dem Abitur am Real-Gymnasium in Regensburg studierte er Medizin an der Ludwig-Maximilians-Universität München, der Hessischen Ludwigs-Universität, der Schlesischen Friedrich-Wilhelms-Universität und der Universität Zürich. Seit 1928 war Mitglied der Burschenschaft Danubia München. 1934 wurde er in München zum Dr. med. promoviert. 1942 habilitierte er sich an der Johann Wolfgang Goethe-Universität Frankfurt am Main.
Von 1935 bis 1936 arbeitete er als Assistent für Orthopädie am Klinikum der Universität München und ab 1936 als Oberarzt für Pädiatrie an der Universitätskinderklinik Frankfurt am Main. Im Heer (Wehrmacht) nahm er am Deutsch-Sowjetischen Krieg teil. Nach der Kriegsgefangenschaft 1947 wurde er zunächst als Kinderarzt in Falkenstein tätig, bis er wieder nach Frankfurt am Main ging. Von 1950 bis 1956 war er Direktor der Kinderklinik vom Olgahospital.
1957 wurde er als Nachfolger von Alfred Adam auf den Lehrstuhl für Kinderheilkunde an der Universität Erlangen berufen. Gleichzeitig war er Direktor der Universitätskinderklinik Erlangen. 1960 lehnt er einen Ruf nach Frankfurt als Nachfolger seines Lehrers Bernhard de Rudder ab. 1977 wurde er emeritiert. Seine Forschungsschwerpunkte lagen u. a. in Epidemische Pleurodynie, Infektionskrankheiten, Mukoviszidose und Poliomyelitis.
Er war Präsident, ab 1979 Ehrenmitglied der Gesellschaft für Kinderheilkunde. Die Französische Gesellschaft für Pädiatrie nahm ihn als Ehrenmitglied auf. 1972 erhielt er die Ernst-von-Bergmann-Plakette, 1990 wurde er mit der Albert-B.Sabin-Medaille der Deutschen Gesellschaft für Sozialpädiatrie geehrt.
Windorfer war verheiratet und hatte drei Kinder.

## Adolf-Windorfer-Preis
Der Mukoviszidose e. V. (ehemals: Deutsche Gesellschaft zur Bekämpfung der Mukoviszidose e. V., dessen Mitbegründer Winderdorfer war) vergibt seit 1987 für herausragende Arbeiten auf dem Gebiet der Erforschung und der Therapie der Mukoviszidose den Adolf-Windorfer-Preis.

## Schriften (Auswahl)
- mit Rolf Schlenk: Die Deutsche Gesellschaft für Kinderheilkunde. Ihre Entstehung und historische Entwicklung. Springer, Berlin u. a. 1978, ISBN 3-540-08960-8.
- Bernhard de Rudder, Hans Truckenbrodt: Kinderärztliche Notfälle. 10. neubearbeitete und erweiterte Auflage, Thieme, Stuttgart u. a. 1981, ISBN 3-13-391910-5.